# Rouen Mountains
Rouen Mountains är ett berg i Antarktis. Det ligger i Västantarktis. Argentina, Chile och Storbritannien gör anspråk på området. Toppen på Rouen Mountains är 2 800 meter över havet, eller 801 meter över den omgivande terrängen. Bredden vid basen är 13,4 km.
Terrängen runt Rouen Mountains är varierad. Trakten är obefolkad. Det finns inga samhällen i närheten.